# E
E je šesta črka slovenske abecede.

## Pomeni
- v biokemiji je E enočrkovna oznaka za aminokislino glutamat
- v matematiki je e število, ki je osnova naravnih logaritmov
- v glasbi je E ime tona